# Bermuda Race
Ne doit pas être confondu avec Bermudes 1000 Race.
Bermuda Race ou Newport Bermuda Race est une course nautique biannuelle reliant Newport (Rhode Island) et les Bermudes sur environ 635 milles marins. Elle est courue en équipage.
La 54e édition est prévue en juin 2026.
Sa première édition date de 1906, ce qui fait d'elle l'une des plus anciennes courses au large. Dans les pays anglo-saxons, la Newport-Bermuda Race est l'une des plus prestigieuses courses au large en équipage avec la Fastnet Race et la Sydney-Hobart.
Tous les voiliers sont autorisés à prendre part à la course. Le plus grand enregistré est Kawil et ses 112 pieds, inscrit lors de l'édition 2018. Le plus petit est Gauntlet, un monocoque de 28 pieds ayant participé à la première édition en 1906.

## Historique

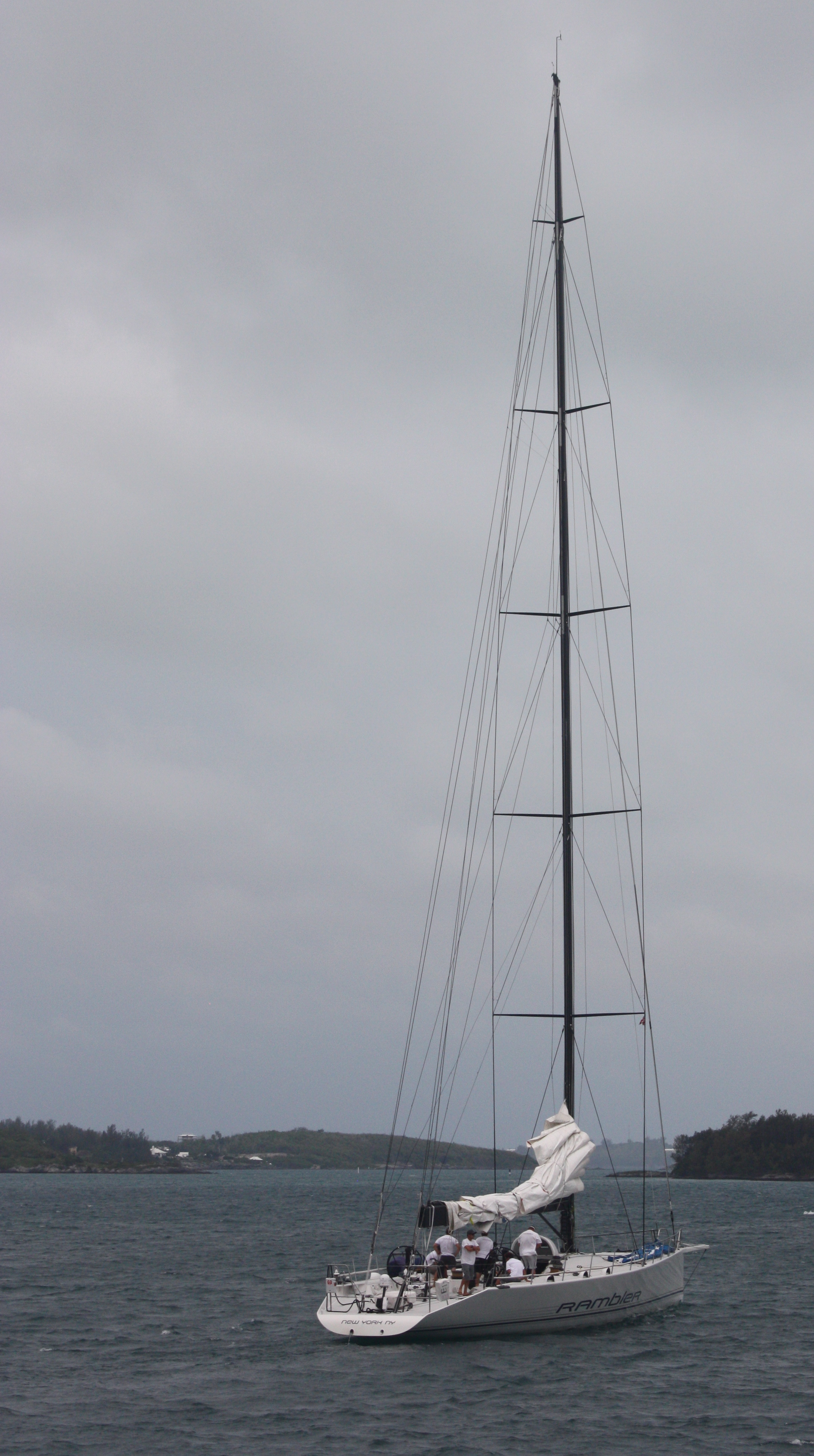
Le yacht de 88 pieds Rambler après avoir remporté la course Newport-Bermudes 2018, longue de 635 milles marins.

### 1906: la première édition
La course naît en 1906 sous l'impulsion de Thomas Fleming Day, rédacteur en chef du magazine The Rudder. Il est aussi le premier vainqueur de l'épreuve, à bord de son yawl de 38 pieds baptisé Tamerlane.
Au cours de cette première édition, les 3 bateaux en lice mesuraient tous moins de 40 pieds. Jugé imprudent, leur départ a fait couler beaucoup d'encre dans la presse de l'époque. Une rumeur dit même que les équipages se sont tous fait remettre des couronnes funéraires à bord, en prévention d'une éventuelle disparition en mer.

### 1932: un premier drame humain
L'édition 1932 est marquée par le décès d'un compétiteur dans l'incendie de son bateau pendant la course.

### Epoque moderne: entre records et catastrophes
Plusieurs Maxi-yacht s'alignent sur la ligne de départ en 2018, comme Kawil (112 pieds) ou Rambler (88 pieds).
Le temps de traversée record sur la course est détenu depuis l'édition 2022 par le trimaran MOD70 Argo. L'équipage de Jason Caroll n'a eu besoin que de 33 heures et 9 secondes pour rallier les Bermudes depuis Newport . Cette édition de la course est entachée par la disparition en mer de Colin Golder, skipper du Morgan de Marietta. Passé par-dessus bord par vent fort, son corps est repêché sans vie par l'équipage.
Seul participant battant pavillon français en 2022, le trimaran Ultim'Emotion 2 est cette année-là victime d'une importante avarie qui le contraint à l'abandon alors qu'il était en tête de la course.
L'année 2024 est celle de la 53e édition de la course. Sur la ligne de départ, on dénombre 162 bateaux en compétition pour 1400 équipiers à bord. Le bilan final fait état de 15 abandons, ce qui porte le nombre de voiliers à l'arrivée au nombre de 147. Pour la première fois après 118 ans de compétition, la Bermuda Race a débuté au large de Fort Adams (Newport), prolongeant le parcours historique d’un mile. 

## Caractéristiques du parcours
Contrairement à la plupart des grandes courses anglo-saxonnes comme la Fastnet Race, la RORC Caribbean600 et la Middle Sea Race, la Newport-Bermuda Race se fait hors de la vue de la terre, à l'exception du départ et de l'arrivée finale.
La course est connue pour ses conditions météorologiques difficiles. Le passage dans le Gulf Stream est particulièrement redouté pour ses courants chauds.

## Palmarès

### Line Honours
| Année | Nom du bateau                                       | Skipper et/ou armateur                              | Architecte                                          | Temps                                               |
| ----- | --------------------------------------------------- | --------------------------------------------------- | --------------------------------------------------- | --------------------------------------------------- |
| 2002  | Pyewacket                                           | Roy E. Disney                                       | Reichel Pugh studio                                 | 67h 54min 22s                                       |
| 2004  | Morning Glory                                       | Hasso Plattner                                      | Botin Partners                                      | 62h 48min 31s                                       |
| 2006  | Bella Mente                                         | Hap Fouth                                           | Judel/Vrolijk 66                                    | 111h 12min 18s                                      |
| 2008  | Speedboat                                           | Alex Jackson                                        | Juan Kouyoumdjian                                   | 64h 42min 56s                                       |
| 2010  | Speedboat                                           | Alex Jackson                                        | Juan Kouyoumdjian                                   | 59h 17min 56s                                       |
| 2012  | Med Spirit                                          | Michael D'Amelio                                    | Welbourn 92                                         | 45h 26min 28s                                       |
| 2014  | Shockwave                                           | George Sakellaris                                   | Reichel Pugh studio                                 | 63h 04min 11s                                       |
| 2016  | Comanche                                            | Ken Read                                            | VPLP design                                         | 34h 42min 53s                                       |
| 2018  | Rambler 88                                          | George David                                        | Juan Kouyoumdjian                                   | 50h 31min 51s                                       |
| 2020  | Edition reportée en raison de la pandémie mondiale. | Edition reportée en raison de la pandémie mondiale. | Edition reportée en raison de la pandémie mondiale. | Edition reportée en raison de la pandémie mondiale. |
| 2022  | Argo                                                | Jason Carroll                                       | VPLP design                                         | 33h 0min 9s                                         |
| 2024  | Pyewacket 70                                        | Roy Disney                                          | Volvo 70 Mod                                        | 59h 17m 35s                                         |

## Records
Le record de participants est établi lors de l'édition du centenaire en 2006, au cours de laquelle 265 voiliers prennent le départ.
Depuis 2022, le record de la traversée est détenu par Jason Carroll et son équipage à bord du MOD70 Argo. Avec une moyenne de 19,24 nœuds pour 486 milles nautiques parcourus, son temps de course est de 33 heures, 0 minute et 9 secondes.